# AGM-130
Die AGM-130 ist eine vom US-amerikanischen Hersteller Boeing produzierter Lenkflugkörper, welche von 1994 bis 2013 bei der United States Air Force im Einsatz war.

## Überblick
Die AGM-130 ist eine sogenannte präzisionsgelenkte Abstandswaffe, die für die Bekämpfung von stationären und langsamen, strategisch wichtigen Bodenzielen vorgesehen ist. Durch den Raketenantrieb kann die AGM-130 – im Gegensatz zur weitgehend baugleichen Gleitbombe GBU-15 – Ziele auf eine Distanz von 60 km bekämpfen.

## Entwicklung
Die Entwicklung der AGM-130A begann 1984 als eine Weiterentwicklung der GBU-15. 1994 wurde sie in den Dienst gestellt. Die US Air Force plante ursprünglich die Beschaffung von über 4.000 Stück. Dieser Bedarf wurde schrittweise auf 2.300 und im Jahr 1995 auf 502 Stück reduziert.
Die Entwicklungskosten für die AGM-130 belaufen sich auf 192 Mio. US-Dollar sowie weitere 11 Mio. US-Dollar für die AGM-130C. Der Stückpreis beträgt etwa 885.000 US-Dollar.

## Technik

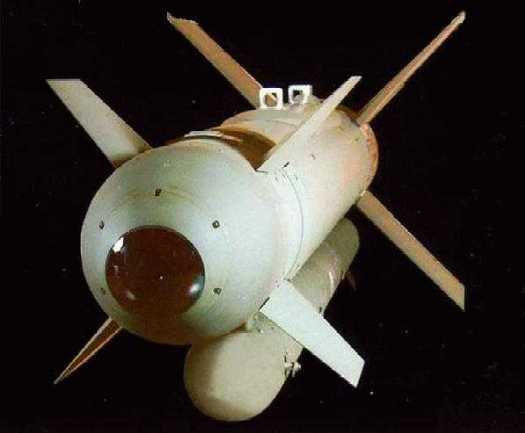
AGM-130

Die Waffe verwendet zur Lagebestimmung ein GPS-unterstütztes Trägheitsnavigationssystem. Der Lenkkopf der Waffe erzeugt während des Fluges ein Bild des Ziels, welches dem Waffensystemoffizier des Flugzeugs über die AXQ-14-Datenverbindung übermittelt wird. Der Bombe kann dadurch nach dem Start noch ein neues Ziel zugewiesen werden. Wird die Flugsteuerung vom Waffensystemoffizier an die Bombe übergeben, so fliegt diese ihr zugewiesenes Ziel selbständig an.
Die AGM-130 ist eine modular aufgebaute Waffe, bestehend aus folgenden Komponenten:
- CCD-Sensor oder Infrarotsuchkopf
- Radarhöhenmesser
- Tragflächen
- Steuerfügel
- Sprengkopf vom Typ Mk.84 oder bunkerbrechender BLU-109
- Kontrolleinheit
- Raketenantrieb
- Data-Link-Einheit

## Trägerflugzeuge
Aufgrund des hohen Gewichts von über 1.300 kg können jeweils nur zwei Stück durch ein Kampfflugzeug zum Einsatz gebracht werden.
- F-15E Strike Eagle
- F-16C/D Fighting Falcon (nur AGM-130LW)
- F-111 Aardwark

## Varianten
- AGM-130A: Standardversion mit Mk.84-Bombe als Sprengkopf
- AGM-130B: Version mit 15 BLU-97- und 75 HB876-Bomblets; Entwicklung eingestellt
- AGM-130C: Version mit BLU-109-Penetrations-Sprengkopf gegen verbunkerte Ziele
- AGM-130D: Version mit thermobarischem Sprengkopf BLU-118
- AGM-130E: Version mit Turbojet-Antrieb; Reichweite bis 230 km, Entwicklung eingestellt
- AGM-130LW: (LightWeight) für den Einsatz an einsitzigen Kampfflugzeugen wie der F-16

## Einsatz
Erstmals kam die AGM-130 während der Operation Desert Fox 1998 im Irak zum Einsatz. Weitere Einsätze erfolgten während der Operation Allied Force 1999 in Serbien (z. B. Beschuss des D 393 bei Grdelica), während des Irakkrieges 2003 sowie im Afghanistankrieg.